# 알무스타르시드

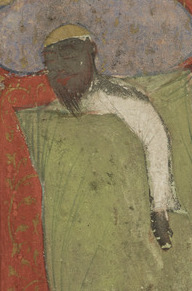

알무스타르시드(1092년 ~ 1135년 8월 29일)는 1118년부터 1135년까지 바그다드를 통치한 아바스 칼리파국의 칼리프이다.
알무스타지르의 아들로 1092년에 태어났다. 어머니는 바그다드 출신이다. 1135년 아버지가 사망하자 알무스타르시드가 칼리프로 승계되었다.
1135년에 바그다드에서 43세의 나이로 사망했다.

## 같이 보기
- 아흐메드 센제르